# Вељко Никитовић
Вељко Никитовић (Београд, 1. јул 1948 — 20. август 2016) био је српски преводилац, есејиста, уредник, издавач, лексикограф, новинар и културни радник.
Преводио је значајне западноевропске и северноамеричке ауторе за највеће куће у Србији и Југославији. Био је аутор више двојезичних речника.

## Биографија
Рођен је 1. јула 1948. у Београду. Основну школу је учио прво у Београду, а од 1958. и три године у Паризу. Похађао је Прву београдску гимназију (тада звану Образовно-васпитна организација „Моша Пијаде“) у Београду. Студирао је на Универзитету у Београду — упоредну књижевност на Филолошком факултету, као и филозофију на Филозофском факултету.
Прве преводе је почео да објављује 1969. године, а члан Удружења књижевних преводилаца Србије постао је априла 1980. године. Између осталог, преводио је на српски дела писаца као што су Едмон Ростан, Пол Гоген, Винсент ван Гог, Гијом Аполинер, Пол Валери, Огист Роден, Жил Верн, Џејмс Фенимор Купер, Џек Лондон, Зејн Греј, Карл Мај, Борис Вијан, Андре Жид, Ромен Ролан, Ежен Јонеско, Димитриј Мерешковски, Владимир Набоков, Џон Штајнбек, Хелена Блавацка, Збигњев Бжежински, Јосеф Бодански и многих других.
Као уредник и издавач основао кућу „Бепар прес” у којој су објављивани и Момчило Селић (Изгон: роман, 1991 и 1992), Владан Матић (Небитна сећања, 1991), Предраг Максимовић (Шпански пословни језик, 1992), Феликс Пашић (Како смо чекали Годоа кад су цветале тикве, 1992), Ежен Јонеско (Носорог : комад у три чина и четири слике, 1994), Павле Јовановић (Књига о синовима. Књ. 1, Бешо Окичин, 1996), Пол Гоген (Записи цивилизованог дивљака, 1997)...
Као лексикограф, Никитовић је урадио више двојезичних речника: француско-српски, шпанско-српски, енглеско-српски, немачко-српски и италијанско-српски.
Оставио је значајан допринос и у стрипу. Од 1980-их је био преводилац стрипова за бројна издања предузећа „Дечје новине”. У 1990-им руководио је књижаром америчких стрипова „Погледи” у Сремској улици у Београду, једном од кључних места обнове стрипске сцене у Србији након распада СФРЈ. Био је један од оснивача-утемељивача Удружења стрипских уметника Србије 2010. године.
Вељко Никитовић је преминуо након краће и тешке болести у Београду 20. августа, а кремиран је на београдском Новом гробљу 24. августа 2016. године.